# Cyfra+
Cyfra+ war eine polnische Satellitenplattform von Canal+ Cyfrowy. Neben Cyfrowy Polsat war diese Plattform in Polen sehr verbreitet. Die Abonnentenzahl von Cyfra+ betrug zuletzt 1,55 Millionen (Stand: März 2010).
Die Programme wurden über Hotbird 13,0° Ost gesendet und waren in Seca Mediaguard verschlüsselt. Zuschauer benötigten ein passendes Modul oder einen Empfänger mit Kartenleser.
Zudem sind noch weitere Kanäle frei empfangbar gewesen (FTA).
Am 1. November 2011 verkündete die ITI-Gruppe eine strategische Partnerschaft mit Cyfra+ mit dem Plan, die beiden Plattformen n und Cyfra+ zu fusionieren. Am 19. Dezember 2011 wurde diese Fusion offiziell bekanntgegeben. Die neue Satellitenplattform startete am 21. März 2013 unter dem Namen nc+ ersetzt somit die Plattformen n und Cyfra+.

## Angebot
Das Angebot von Cyfra+ bestand aus folgenden Sendern:

### „Polskie“
| Logo                 | Sendername | Logo                 | Sendername | Logo                 | Sendername | Logo                 | Sendername |
| -------------------- | ---------- | -------------------- | ---------- | -------------------- | ---------- | -------------------- | ---------- |
| logo z lat 2006–2021 | Polsat     | logo z lat 2007–2020 | Polsat 2   | logo z lat 2007–???? | TV 4       | logo z lat 2011–???? | TV 6       |
| logo z lat 2007–???? | TVN HD     | logo z lat 2014–2021 | TVN 7 HD   | logo z lat 2012–???? | TVP1 HD    | logo z lat 2012–???? | TVP2 HD    |
| logo z lat 2008–???? | TVP HD 1   |                      |            |                      |            |                      |            |

### „Film“
| Logo                 | Sendername              | Logo                 | Sendername            | Logo                 | Sendername            | Logo                 | Sendername     |
| -------------------- | ----------------------- | -------------------- | --------------------- | -------------------- | --------------------- | -------------------- | -------------- |
| logo z lat 2010–2013 | 13th Street Universal 5 | logo z lat 2011–2014 | Ale Kino+ HD          | logo z lat 2010–2011 | AXN HD                | logo z lat 2009–2011 | AXN Crime      |
| logo z lat 2010–2013 | AXN Sci-Fi              | logo z lat 2012–2016 | AXN Spin HD 1         | logo z lat 2007–2015 | BBC Entertainment     | logo z lat 2010–2018 | BBC HD 1       |
| logo z lat 1997–2020 | Canal+ HD               | logo z lat 2013–2015 | Canal+ Family HD 4    | logo z lat 2013–2015 | Canal+ Family 2 4     | logo z lat 2013–2015 | Canal+ Film HD |
| logo z lat 2013–2015 | Canal+ Film 2 4         | logo z lat 2010–2013 | Canal+ 3D 5           | logo z lat 2012–2019 | CBS Action            | logo z lat 2010–2016 | Cinemax HD     |
| logo z lat 2010–2016 | Cinemax 2 HD            | logo z lat 2011–???? | Comedy Central Polska | logo z lat 2012–2020 | Comedy Central Family | logo z lat 2013–2015 | Filmbox HD 3   |
| logo z lat 2013–???? | Filmbox Action          | logo z lat 2008–2013 | Filmbox Extra         | logo z lat 2010–2013 | Filmbox Family        | logo z lat 2013–2015 | FOXlife HD     |
| logo z lat 2008–???? | HBO HD                  | logo z lat 2011–???? | HBO 2 HD              | logo z lat 2011–2016 | HBO Comedy HD         | logo z lat 2009–???? | Kino Polska    |
| logo z lat 2009–2020 | Polsat Film             | logo z lat 2010–2017 | Sci-Fi Universal      | logo z lat 2009–2015 | Turner Classic Movies | logo z lat 2010–???? | TVP Seriale    |
| logo z lat 2013–2017 | Universal Channel       |                      | Zone Romantica 6      |                      |                       |                      |                |

### „Rozrywka“
| Logo                 | Sendername              | Logo                 | Sendername      | Logo                 | Sendername    | Logo                 | Sendername   |
| -------------------- | ----------------------- | -------------------- | --------------- | -------------------- | ------------- | -------------------- | ------------ |
|                      | AB Moteurs              |                      | Chasse et Pêche | logo z lat 2012–2016 | CBS Drama     | logo z lat 2012–???? | CBS Reality  |
| logo z lat 2011–2014 | CI Polsat               | logo z lat 2011–2014 | Domo+ HD        |                      | Hustler HD 3D | logo z lat 2011–2014 | Hyper+ HD 2  |
| logo z lat 2012–2020 | Investigation Discovery |                      | KBS World       | logo z lat 2011–2014 | Kuchnia+ HD   | logo z lat 2009–???? | Mezzo TV     |
| logo z lat 2011–???? | MTV Polska              | logo z lat 2011–???? | MTV Live HD 1   | logo z lat 2011–2020 | MTV Rocks     | logo z lat 2008–2020 | Polsat Café  |
|                      | Trace Urban             | logo z lat 2013–???? | Travel Channel  | logo z lat 2011–2014 | TVN Style HD  | logo z lat 2013–???? | TVP Rozrywka |
| logo z lat 2005–2015 | VH1 Polska              | logo z lat 2011–2015 | Viacom Blink!   | logo z lat 2012–2017 | VIVA Polska   |                      | XXL          |
|                      | HGTV                    | logo z lat 2015–???? | TTV             |                      |               |                      |              |

### „Informacja“
| Logo                 | Sendername | Logo                 | Sendername           | Logo                 | Sendername  | Logo                 | Sendername  |
| -------------------- | ---------- | -------------------- | -------------------- | -------------------- | ----------- | -------------------- | ----------- |
| logo z lat 1980–???? | CNN        | logo z lat 2008–2018 | France 2 HD          | logo z lat 2008–2018 | France 3    | logo z lat 2008–2018 | France 4    |
| logo z lat 2008–2018 | France 5   | logo z lat 2008–2018 | France Ô             | logo z lat 2006–2011 | Superstacja | logo z lat 2008–2021 | Polsat News |
| logo z lat 2012–???? | TVN24 HD   |                      | TVN24 Biznes i Świat |                      |             |                      |             |

### „Sport“
| Logo                 | Sendername      | Logo                 | Sendername      | Logo                 | Sendername             | Logo                 | Sendername     |
| -------------------- | --------------- | -------------------- | --------------- | -------------------- | ---------------------- | -------------------- | -------------- |
| logo z lat 2011–2013 | Canal+ Gol HD 5 | logo z lat 2013–2015 | Canal+ Sport HD | logo z lat 2011–2013 | Canal+ Weekend HD 5    | logo z lat 2005–2013 | ESPN Classic 6 |
| logo z lat 2011–2015 | Eurosport HD    | logo z lat 2011–2015 | Eurosport 2 HD  | logo z lat 2001–???? | Extreme Sports Channel | logo z lat 2013–???? | Fightbox       |
| logo z lat 2014–???? | nSport HD       | logo z lat 2008–2016 | Orange Sport    | logo z lat 2008–2020 | Polsat Play            |                      | Sportklub      |
| logo z lat 2011–???? | TVN Turbo HD    | logo z lat 2014–2021 | TVP Sport       |                      |                        |                      |                |

### „Wiedza“
| Logo                 | Sendername       | Logo                 | Sendername    | Logo                 | Sendername                     | Logo                 | Sendername        |
| -------------------- | ---------------- | -------------------- | ------------- | -------------------- | ------------------------------ | -------------------- | ----------------- |
| logo z lat 2009–2019 | Animal Planet HD | logo z lat 2007–2015 | BBC Knowledge | logo z lat 2009–2019 | Discovery Channel              | logo z lat 2008–2012 | Discovery Science |
| logo z lat 2010–2013 | Discovery World  |                      | History       | logo z lat 2007–???? | National Geographic Channel HD | logo z lat 2009–2019 | Nat Geo Wild HD   |
| logo z lat 2011–2014 | Planete+ HD      |                      | Religia.tv    | logo z lat 2010–???? | TLC                            |                      |                   |

### „Dzieci“
| Logo                 | Sendername              | Logo                 | Sendername     | Logo                 | Sendername | Logo                 | Sendername   |
| -------------------- | ----------------------- | -------------------- | -------------- | -------------------- | ---------- | -------------------- | ------------ |
| logo z lat 2010–???? | Cartoon Network         | logo z lat 2011–2014 | Disney Channel | logo z lat 2009–2016 | Disney XD  | logo z lat 2011–2014 | MiniMini+ HD |
| logo z lat 2011–2018 | Nickelodeon Polska HD 1 |                      | Jim Jam        | logo z lat 2011–2014 | teleTOON+  |                      |              |